# Il Progetto Universo
Il Progetto Universo è un arco narrativo a fumetti pubblicato dalla DC Comics in Legione dei Super Eroi (vol. 3) nn. 32-35 (marzo-giugno 1987). Fu scritto da Paul Levitz e illustrato da Greg LaRocque. Nella storia, il super criminale Universo decide di intrappolare tutti sulla Terra, conquistare il pianeta e lasciare a soli quattro membri della Legione dei Super-Eroi la possibilità di sconfiggerlo.

## Trama
La cofondatrice della Legione dei Super Eroi, Saturn Girl - che di recente abbandonò la carriera di supereroina per dedicarsi alla famiglia - si risvegliò trovandosi nel capannone di una fattoria in pieno lavoro su un pianeta sconosciuto. Tutti coloro che trovò lì erano sotto controllo mentale, restrizione che lei riuscì ad evadere grazie alle sue abilità mentali in dotazione ad ogni nativo di Titano. In più, presto capì che i lavoratori imprigionati con lei erano tutti supereroi o ufficiali della Polizia Scientifica. Tra di loro vi erano tre suoi compagni Legionari: Chameleon Boy, Dream Girl e Brainiac 5. Passati alcuni giorni, riuscì a liberare la mente dei suoi colleghi. Nel frattempo, Mon-El, Ultra Boy e Blok accompagnarono l'ambasciatore dei Pianeti Uniti Relnic in una missione diplomatica per estendere il trattato con i Dominatori. Furono scioccati quando furono accolti da una nave da guerra. Sul mondo acqueo di Tellus, Hykraius, lui e i suoi compagni di squadra Wildfire, Quislet e la Strega Bianca erano alla ricerca del campione planetario di Xanthu, Atmos, e furono subito attaccati dal criminale Gil'Dishpano Zymyr. Sulla Terra, il governo planetario prese controllo del quartier generale della Legione, per ordine del Presidente della Terra Mojai Desai, e nessuno sa che il Presidente Desai è sotto il controllo mentale del nemico di lunga data della Legione, Universo. Il criminale fu contento di sapere di aver preso il controllo completo della Terra, anche se al costo di aver ucciso suo figlio Rond Vidar al fine di assicurarsi che il piano avesse successo.
Nello spazio, i Dominatori erano convinti che gli ufficiali di Relnic e dei Pianeti Uniti non fossero interessati alla diplomazia, e aprirono il fuoco sulla nave. Questo attacco fu respinto da Mon-El, Ultra Boy e Blok, ma fu allora che inesplicabilmente la nave di Relnic rispose al fuoco. Sulla Terra, Universo - che prese il posto di vice aiutante in campo presidenziale Vid-Gupta - continuava a manipolare il Presidente. Nel frattempo, i Legionari al lavoro nella fattoria riuscirono a contrastare le sostanze chimiche che tennero gli eroi sotto controllo. Gli eroi - che inclusero Gas Girl (degli Eroi di Lallor) e Atmos - distrussero le macchine robotizzate che aiutarono a tenerli imprigionati. Utilizzando i rispettivi poteri, riuscirono a fuggire dal pianeta, e i Legionari furono determinati a localizzare il loro carceriere sconosciuto.
On Hykraius, Zymyr catturò Wildfire, Quislet, Tellus e la Strega Bianca. Avvisò quindi Universo, con cui stava complottando, che il suo piano di isolare "i Legionari più pericolosi" fuori dal pianeta stava fallendo. Universo era però convinto di poterli tenere tutti a bada se avessero tentato di raggiungere la Terra. Nel frattempo, Saturn Girl, Chameleon Boy, Dream Girl e Brainiac 5 raggiunsero Naltor, il pianeta natale di Dream Girl. L'Alto Profeta li informò che la Terra aveva sciolto la Legione e che aveva interrotto quasi tutti i collegamenti con gli altri pianeti. I quattro Legionari tentarono di ritornare sulla Terra via transito di massa, ma Chameleon Boy fu identificato, e il quartetto fu costretto a rubare un incrociatore. Giunti nell'orbita terrestre, furono attaccati dalla Polizia Scientifica e il loro incrociatore fu abbattuto. I Legionari capirono di essere diventati dei fuori legge sul proprio pianeta. Ricordando l'ultima volta in cui la Legione fu considerata fuori legge, i quattro finalmente capirono che la mente dietro i loro recenti eventi era la stessa che conquistò la Terra e divise la Legione già una volta: Universo.
Dopo aver sondato la mente di un ufficiale della Polizia Scientifica, i Legionari vennero a sapere che Universo intendeva mettere a dormire l'intera popolazione terrestre nello stesso istante, rendendoli suscettibili alla suggestione. Il Presidente Desai pensò che si trattasse di una piaga aliena dormiente, e cominciò ad istituire dei cambiamenti che infine portarono allo scioglimento della Legione e all'isolamento della Terra. Convinti che Desai fosse Universo, i Legionari assaltarono il Palazzo Presidenziale a Metropolis. Dopo aver trovato il Presidente, capirono che era solo una pedina di Universo come gli altri, e quando un gruppo di loro amici li attaccarono, Chameleon Boy, Dream Girl e Brainiac 5 riuscirono a metterli fuori combattimento. Infine, furono però sopraffatti e sconfitti dalla superiorità numerica dei loro avversari. Intanto, Saturn Girl andò in cerca di Universo da sola. Dopo aver consultato la ex Presidente Marte Allon (madre di Colossal Boy), Saturn Girl capì che Universo si trovava a Palazzo sotto l'identità di Vid-Gupta. Anche se il criminale utilizzò Mon-El e Ultra Boy come guardie del corpo personali, Saturn Girl riuscì a sopraffarli mentalmente - e ci riuscì anche con Universo. Riottenne il suo medaglione ipnotico, la chiave per liberare tutti gli altri dal controllo mentale. Successivamente, il Presidente Desai revocò le regole e gli editti presidenziali emessi sotto il controllo di Universo. La Legione fu riformata, e Saturn Girl ritornò alla vita eroica.

## Post-Crisi Infinita
Dopo la miniserie Crisi infinita, fu ricostituita la maggior parte della storia della Legione. Tuttavia, gli eventi accaduti in Crisi sulle Terre infinite, no. Così, l'arco Il Progetto Universo, pubblicato un anno dopo la Crisi, è correntemente riconosciuto come non-canonico.